# Guyana i olympiska sommarspelen 1988
Guyana deltog i de olympiska sommarspelen 1988 med en trupp bestående av åtta deltagare, men ingen av landets deltagare erövrade någon medalj.